# Cinclosoma castanotum
Tordo-codorniz-castanho ou tordiz-castanho (Cinclosoma castanotum) é uma espécie de ave da família Cinclosomatidae.
É endémica da Austrália.
Os seus habitats naturais são: matagais mediterrânicos.